# U7 (Berlin)
U7 je linija Berlinskog U-Bahna. Ima 40 stanica i duga je 31,8 kilometara. Počinje u Spandau, vozi preko Neuköllna i ide do Rudowa.
Stanice:
- Rathaus Spandau (S5) (S75) (DB-НВ)
- Spandau
- Zitadelle
- Haselhorst
- Paulsternstraße
- Rohrdamm
- Siemensdamm
- Halemweg
- Trg Jakoba Kaisera
- Jungfernheide (S4x) (DB-НВ)
- Mierendorffplatz
- Trg Richarda Wagnera
- Bismarckstraße (U2)
- Wilmersdorfer Straße (S7) (S75) (S9) (DB-НВ)
- Adenauerov trg (Adenauerplatz)
- Konstanzer Straße
- Fehrbelliner Platz (U3)
- Blissestraße
- Berliner Straße (U9)
- Bavarski trg (Bayerischer Platz) (U4)
- Eisenacher Straße
- Kleistpark
- Yorckstraße (S1) (S2) (S26)
- Möckernbrücke (U1)
- Mehringdamm (U6)
- Gneisenaustraße
- Südstern
- Hermannplatz (U8)
- Rathaus Neukölln
- Ulica Karla Marxa (Karl-Marx-Straße)
- Neukölln (S4x)
- Grenzallee
- Blaschkoallee
- Parchimer Allee
- Britz-Süd
- Johannisthaler Chaussee
- Lipschitzallee
- Wutzkyallee
- Zwickauer Damm
- Rudow

## Datumi otvaranja dionica linije
- 19. travnja 1924.: Mehringdamm - Gneisenaustraße
- 14. prosinca 1924: Gneisenaustraße - Südstern
- 11. travnja 1926.: Südstern - Karl-Marx-Straße
- 21. prosinca 1930.: Karl-Marx-Straße - Grenzallee
- 28. rujna 1963.: Grenzallee - Britz-Süd
- 28. veljače 1966.: Möckernbrücke - Mehringdamm
- 2. siječnja 1970.: Britz-Süd - Zwickauer Damm
- 29. siječnja 1971.: Fehrbelliner Platz - Möckernbrücke
- 1. srpnja 1972.: Zwickauer Damm - Rudow
- 28. travnja 1978.: Richard-Wagner-Platz - Fehrbelliner Platz
- 1. listopada 1980.: Rohrdamm - Richard-Wagner-Platz
- 1. listopada 1984.: Rathaus Spandau - Rohrdamm

## Vanjske poveznice
- Linija U7  Arhivirana inačica izvorne stranice od 10. veljače 2007. (Wayback Machine)